# Спорт Бойз
«Спорт Бойз Асосіе́йшн» (англ. «Sport Boys Association») або просто «Спорт Бойз» (ісп. «Sport Boys») — перуанський футбольний клуб з Кальяо. Заснований 27 липня 1927 року.

## Досягнення
- Чемпіон Перу (6): 1935, 1937, 1942, 1951, 1958, 1984